# Последний салют рыцарству
«Последний салют рыцарству» (англ. Last Hurrah for Chivalry, иер. трад. 豪俠, кант.-рус.: Хоу хап, буквально: «Рыцарь») — гонконгский фильм с боевыми искусствами 1979 года режиссёра и сценариста Джона Ву. 

## Сюжет
Коу Пхан атакован на своей свадьбе Пхак Чхунтхоном. Побеждённый и раненый, Коу сбегает. Он размышляет о мести. Поскольку Чхунтхон — сильнейший боец, и существует только один человек, Чён Сам, который способен противостоять ему, Коу решает стать другом Сама. Чён Сам беден, но у него есть друг, Чхин И, который также является его соперником в любви. Коу заинтригован. Во-первых, он хочет проверить боевые способности Сама. Поэтому он организовывает разборку между Самом и наёмным убийцей Молитва. Коу также делает всё возможное для умирающей матери Сама. После победы над Молитвой, Сам обещает помочь Коу. Чхин И также вызывается на борьбу с Чхунтхоном бок о бок с Чён Самом...

## В ролях
| Актёр        | Роль                            |
| ------------ | ------------------------------- |
| Вай Пак      | Чён Сам                         |
| Дамиан Лау   | Чхин И                          |
| Лау Кон      | Коу Пхан                        |
| Бонни Нгай   | куртизанка                      |
| Фун Хаконь   | Молитва                         |
| Ик Ка        | сестра Сама                     |
| Лэй Хойсан   | Пхак Чхунтхон                   |
| Чжэн Лэй     | Чань Куаньву                    |
| Ван Гуанъюй  | Вон                             |
| Лау Куоксин  | Чхюнь                           |
| Чинь Ютсан   | спящий маг                      |
| Чён Кинпо    | отказывается платить 100 таэлей |
| Мань Сау     | мать Сама                       |
| Лэй Ваньлун  |                                 |
| Фун Чифун    |                                 |
| Вон Катун    |                                 |
| Фун Ёньчхюнь |                                 |

## Съёмочная группа
- Компания: Golden Harvest
- Продюсер: Рэймонд Чоу
- Режиссёр и сценарист: Джон Ву
- Ассистент режиссёра: Чён Кинпо
- Постановка боевых сцен: Фун Хакъон, Алан Чхёй[англ.], Хуан Ха
- Художник: Мак Во
- Монтаж: Питер Чён
- Оператор: Чён Иучоу, Ю Чёнь
- Дизайнер по костюмам: Чю Синхэй, Хун Кхюньхой
- Грим: Чань Куокхун
- Композитор: Фрэнки Чань[англ.]

## Сборы в прокате
Релиз на больших экранах в Гонконге состоялся 22 ноября 1979 года. В прокате фильм показал себя скромно: по итогам семи дней фильм Джона Ву собрал «кассу» в размере HK$ 1 007 404,1.